# گائولا (سر-ترندلوگ)
گائولا (سر-ترندلوگ) (به انگلیسی: Gaula (Sør-Trøndelag)) رودخانه‌ای به‌طول ۱۴۵ کیلومتر است که در نروژ جریان دارد.